# Студянка (Ровненская область)
Студянка (укр. Студянка) — село в Смыгской поселковой общине Дубенского района Ровненской области Украины.
Население по переписи 2001 года составляло 1047 человек. Почтовый индекс — 35681. Телефонный код — 3656. Код КОАТУУ — 5621689513.